# پیلونفریت حاد
این بیماری با التهاب حاد کلیه و لگنچه مشخص می‌شود. سالانه حدود ۲۵۰۰۰۰ پیلونفریت حاد در آمریکا تشخیص داده می‌شود که ۱۹۲۰۰۰ آنها در بیمارستان بستری می‌شوند.

## علائم، عوارض و شانس ابتلا
علائم این بیماری به صورت تب و لرز، تندرنس در زاویه دنده-مهره‌ای، سوزش و تکرر ادرار، درد شکمی، تهوع، استفراغ، ادرار دردناک و ادرار در شب (ناکچوری) ظاهر می‌شود.
 دفع اورژانسی و تکرر ادرار نیز دیده می‌شود.
عوارض این بیماری به صورت سپسیس (در ۲۰ تا ۳۰ درصد موارد)، آبسه کلیه، نارسایی حاد کلیه و عود مکرر پیلونفریت حاد بروز پیدا می‌کند. فعالیت جنسی (در زنان)، سابقه فامیلی عفونت مجاری ادراری، دیابت و بی‌اختیاری ادراری درصد احتمال به این بیماری را افزایش می‌دهد.

## یافته‌های آزمایشگاهی
این بیماری در آزمایشگاه از طریق مشاهده گلبول‌های سفید و قرمز در ادرار، لکوسیتوز، افزایش سرعت ته‌نشینی گویچه سرخ و CRP و مثبت شدن کشت ادرار و گاهی مواقع کشت خون قابل تشخیص و بررسی است.
باکتری‌های دخالت کننده در این بیماری شامل اشریشیا کلی (که شایعترین باکتری جدا شده از کشت ادرار است و در ۸۰ درصد موارد به دست می‌آید)، کلبسیلا، پروتئوس، انتروباکتر، پسودوموناس، سراشیا، سیتوباکتر، استرپتوکوک فکالیس، استافیلوکوک اورئوس می‌باشند.

## تشخیص و درمان
سی تی اسکن با کنتراست بهترین روش تشخیصی است. هم‌چنین مطالعه رادیونوکلئید با دیمرکاپتوسوکسینیک-تکنیسیوم ۹۹ از حساسیت خوبی در تشخیص نقایص پرشدگی در کلیه برخوردار است. سونوگرافی نیز در رد انسداد در مجاری ادرای بسیار کمک کننده‌است.

نحوه درمان بیمار بستگی به شدت عفونت دارد. در بیمارانی که توکسیک هستند بستری کردن آنها در بیمارستان الزامی است. در حدود ۱۰ تا ۳۰ درصد از آنها نیازمند بستری شدن در بیمارستان هستند. درمان تجربی وریدی با آمپی سیلین و یک آمینوگلوکزوئید بر ضد بیشتر باکتری‌های ادراری مثل گونه‌های پسودوموناس و انتروکوک مؤثر است.